# عبدالستار خواصی
عبدالستار خواصی (زاده ۱۳۵۰ ولسوالی شینواری غوربند پروان) سیاستمدار افغانستان و نماینده مردم پروان در دوره‌های پانزدهم و شانزدهم مجلس نمایندگان می‌باشد. ایشان در مجلس شانزدهم نمایندگان افغانستان عضو کمیسیون امور تقنینی می‌باشد.

## زندگی‌نامه
عبدالستار خواصی زاده ۱۳۵۰ از ولسوالی شینواری غوربند ولایت پروان می‌باشد. ایشان تحصیلات ابتدایی خود را در پیشاور پاکستان در سال ۱۳۷۱ به پایان رسانیده است و پس از آن وارد دانشکده ژورنالیسم دانشگاه کابل شده و در رشته تحصیلات خود را ادامه داد. وی پس از آن به مدت ۲ سال در رشته علوم دینی و تعلیمات عدلی و قضایی در رشته څارنوالی ادامه تحصیل داد. پس از آن وارد فعالیت در امور قضایی کشور شد.

## دیگر فعالیت‌ها
دیگر فعالیت‌های ایشان:
- سارنوال نظارت بر قوانین.
- آمر عمومی دیوان وزارت عدلیه.
- معاون امور شهری ریاست حقوق ولایت کابل.
- عضو بورد مشورتی حقوق وزارت عدلیه.
- رئیس حقوق ولایت قندهار.
- نماینده مردم پروان در دوره پانزدهم و شانزدهم مجلس نمایندگان و فعالیت در سمت منشی مجلس.